# Francisco Canaro
Francisco Canaro (né le 26 novembre 1888 à San José de Mayo, Uruguay – 14 décembre 1964 à Buenos Aires), connu en tant que Pirincho, est un chef d'orchestre, compositeur et violoniste de tango.

## Biographie
Francisco Canaro est issu d'une famille d'origine italienne venue s'installer à Buenos Aires à la fin du XIXe siècle, alors que Francisco avait à peine dix ans. Leur situation économique n'étant guère brillante, Francisco et ses frères, Rafael et Juan, alternaient leur intérêt pour la musique avec des emplois tels que cireur de chaussures par exemple. En 1908, Francisco commence à jouer dans le quartier de La Boca, puis en tournées avec Vicente Greco (es). En 1912, il compose les tangos Pinta brava et Matasanos. 
Francisco compose la musique du film classique argentin Nobleza gaucha en 1915. Il se produit à Paris avec son orchestre en 1925, le succès est tel que les réservations doivent se faire afin de pouvoir assister au spectacle, succès relayé par le journal argentin, La Nación. 
Il défend les droits des compositeurs à partir de 1918 et en 1935, il fonde la Société argentine d'auteurs et compositeurs (es) (SAIDAC) (équivalent de la Sacem française et de la SABAM belge). 
En 1940, il est naturalisé Argentin. Il écrit ses mémoires, Mis memorias - Mis bodas de oro con el tango (Mes mémoires - Mes noces d'or avec le tango) en 1956, mais plus tard il développe la maladie de Paget et il est obligé de prendre sa retraite. Il meurt le 14 décembre 1964 dans sa maison de Buenos Aires à l'âge de 76 ans. Il est enterré au Cimetière de la Chacarita.
Avec les différents orchestres qu'il dirigeait simultanément, comme Tipica et Quinteto Pirincho, il fut, avec ses milliers d'enregistrements réalisés des années 1910 aux années 1950, le chef d'orchestre le plus prolifique du tango.

## Autobiographie
Francisco Canaro : Mis memorias - Mis bodas de oro con el tango, éd. Corregidor, Buenos Aires, 1999  (ISBN 950-05-1174-6).